# Третій акт
«Третій акт» (англ., The Magic of Belle Isle)— драматичний фільм 2012 року режисера Роба Райнера за сценарієм Гая Томаса. У фільмі зіграли Морган Фрімен, Вірджинія Медсен, Емма Фурманн, Мадлен Керролл, Кенан Томпсон, Ніколетт П'єріні, Кевін Поллак і Фред Віллард. Фільм вийшов 6 липня 2012 року компанією Magnolia Pictures. Його назва у Великій Британії – «Once More».

## Сюжет
Монте Вайлдгорн (Фрімен) — відомий західний письменник. Його зусилля, щоб впоратися зі смертю дружини шістьма роками тому, підірвали його пристрасть до письменницької діяльності та змусили його почати сильно пити. Він орендує на літо будиночок на березі озера в мальовничому Белль-Айлі і заводить дружбу з сусідньою родиною, привабливою матір’ю-одиначкою (Медсен) та її маленькими дочками, які допомагають йому знову знайти натхнення.

## Виробництво
Зйомки «Третього акту» проходили в селі Грінвуд-Лейк, штат Нью-Йорк, у липні 2011 року.